# Hrabstwo Salem (New Jersey)
Salem – hrabstwo w stanie New Jersey w USA. Populacja liczy 64 285 mieszkańców (stan według spisu z 2000 roku).
Powierzchnia hrabstwa to 965 km². Gęstość zaludnienia wynosi 73 osób/km².

## CDP
- Salem (miasto)
- Alloway
- Carneys Point
- Hancock's Bridge
- Olivet
- Pedricktown
- Pennsville
- Quinton